# Basarab Panduru
Basarab Nică Panduru, född 11 juli 1970, är en rumänsk före detta fotbollstränare och professionell fotbollsspelare som spelade som offensiv mittfältare för fotbollsklubbarna Reșița, Steaua București, Benfica, Neuchâtel Xamax, Porto och Salgueiros mellan 1984 och 2001. Panduru vann tre raka ligamästerskap (1992-1993, 1993-1994 och 1994-1995), en rumänsk cup (1991-1992) och två rumänska supercuper (1994 och 1995) med Steaua București och när han spelade i Portugal vann han portugisiska cupen en gång (1995-1996) med Benfica och en Primeira Liga (1998-1999) och en Supertaça Cândido de Oliveira (1999) med Porto. Han spelade också 22 landslagsmatcher för det rumänska fotbollslandslaget mellan 1992 och 1996.
Efter den aktiva spelarkarriären har han varit tränare för Poli Timișoara, Oțelul Galați, Vaslui, Farul Constanța och Progresul București.